# أكرفاوده
أكرفاوده (بالفريزية الغربية: Ikkerwâld) هي قرية سابقة ببلدية دانتوماديل، مقاطعة فرايزلاند، هولندا.